# MV2S Racing
MV2S Racing est une écurie de sport automobile française fondée en 2014 par Stéphane Roux,. Fabien Lavergne est devenue le team manager de l'écurie en 2021.

## Histoire
En 2019, le MV2S Racing s'était concentré dans la série Sprint des Mitjet Series France où il a fait rouler deux Supertourisme et trois 2L.

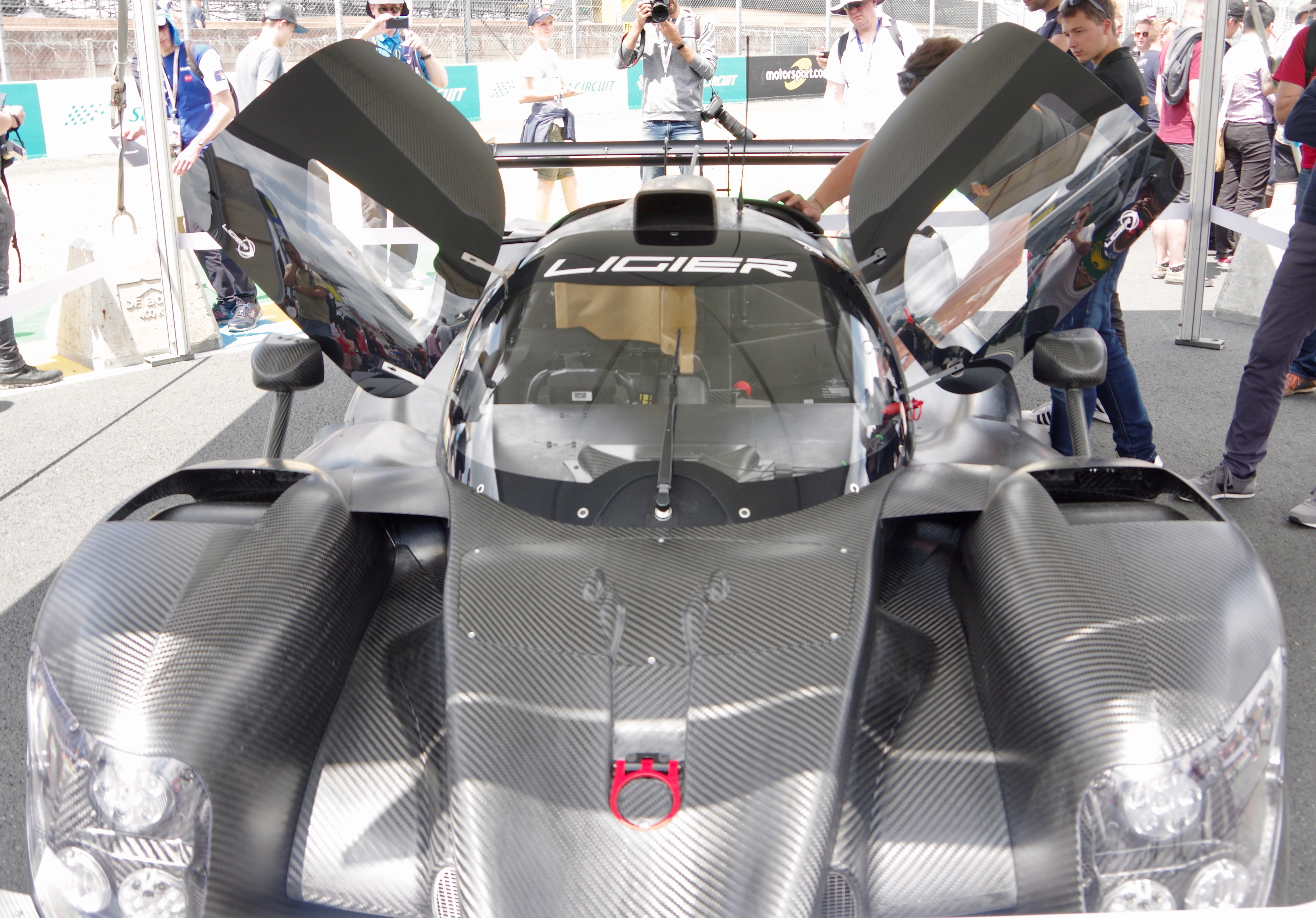
La Ligier JS P320 utilisée par MV2S Racing en Michelin Le Mans Cup et en European Le Mans Series

En 2020, le MV2S Racing s'était engagé pour la première fois de son histoire dans la Michelin Le Mans Cup avec une Ligier JS P320 qui avait été confiée a Christophe Cresp et Bruce Jouanny en alternance avec Fabien Lavergne suivant les manches du championnat. L'écurie s'était également engagée en Ligier European Series avec deux JS 2R. L'une d'entre elles avait un équipage russe avec comme pilote Mikhaïl Makarovskii et Viktor Shaytar, vainqueur des 24 Heures du Mans 2015 et champion pilote du Championnat du monde d'endurance FIA 2015 dans la catégorie LMGTE Am. La seconde voiture avait été pilotée par Antoine Chapus, Alex Marchois, Laurent Richard et Gaëtan Essart lors des différentes manches du championnat. A l'occasion de la quatrième manche, l'écurie à également fait rouler une Ligier JS P4 avec comme pilote Alex Marchois et Franck Marchois.
En 2021, fort de son expérience passée en LMP3 dans le championnat Michelin Le Mans Cup, et dans l'objectif de progresser vers une participation aux 24 Heures du Mans, le MV2S Racing s'est engagé dans l'European Le Mans Series avec Adrien Chila, Christophe Cresp et Fabien Lavergne,,.

## Résultats en compétition automobile

### Résultats enEuropean Le Mans Series
| Année | Châssis        | Moteur                    | Classe | 1       | 2     | 3      | 4     | 5       | 6       | Position | Points |
| ----- | -------------- | ------------------------- | ------ | ------- | ----- | ------ | ----- | ------- | ------- | -------- | ------ |
| 2021  | Ligier JS P320 | Nissan VK56 5,6 l V8 Atmo | LMP3   | BAR Nc. | RBR 7 | LEC 11 | MON 6 | SPA Nc. | POR Nc. | 12e      | 14.5   |

### Résultats enAsian Le Mans Series
| Année | Châssis        | Moteur                    | Classe | 1     | 2     | 3     | 4     | Position | Points |
| ----- | -------------- | ------------------------- | ------ | ----- | ----- | ----- | ----- | -------- | ------ |
| 2023  | Ligier JS P320 | Nissan VK56 5,6 l V8 Atmo | LMP3   | DUB 1 | DUB 3 | ABU 2 | ABU 3 | 2e       | 73     |

## Pilotes
- Antoine Chapus (2020)
- Adrien Chila (2021)
- Christophe Cresp (2020-2022)
- Gaëtan Essart (2020)
- Emilien Carde (2022)
- Vyacheslav Gutak (2023)
- Bruce Jouanny (2020)
- Fabien Lavergne (2020-2021, 2023)
- Mikhaïl Makarovskii (2020)
- Alex Marchois (2020)
- Franck Marchois (2020)
- Laurent Richard (2020)
- Louis Rousset (2022)
- Viktor Shaytar (2020)
- Jérôme de Sadeleer (en) (2022-2023)